# Shannon (wyspa)
Shannon – bezludna wyspa na Oceanie Arktycznym u wschodnich wybrzeży Grenlandii. Obszar całej wyspy objęty jest ochroną w ramach działania Parku Narodowego Grenlandii. Powierzchnia wyspy wynosi 1259 km², a długość jej linii brzegowej to 252,1 km.
Wyspa została odkryta w 1823 roku przez załogę angielskiej fregaty HMS Shannon, od której wzięła swoją nazwę, biorącej udział w ekspedycji arktycznej pod dowództwem kapitana Douglasa Claveringa.